# Dolores Delirio
Dolores Delirio es una banda peruana de post punk formada en el año 1994. Desde sus inicios es reconocido por la prensa especializada, por su estilo inconfundible con sonidos de guitarras envolventes y letras representativas de la realidad de su época. Hacia 1997, ya es considerada una de las bandas más representativas de la escena post-punk y new wave, con mayor conexión con su público y se consolida como una de las primeras bandas de culto.
Luego de 25 años de trayectoria y diversas transiciones, Dolores Delirio siguió vigente dentro de la escena peruana y posicionarse como un referente para las nuevas generaciones de músicos en el Perú.

## Historia
La banda se forma en abril de 1994 con Jeffrey Parra en guitarra, Josué Vásquez en batería, José Inoñán en el bajo y Ricardo Brenneisen en la voz. Entre julio de 1994 y febrero de 1995, la banda edita tres casetes-demo titulados: Dolores Delirio, Concierto en La Católica - Artes y En el Cóndor Rock, este último obtuvo 7000 unidades vendidas.
En noviembre de 1995 lanzan su primer álbum oficial titulado Cero y que a su vez sería el primer lanzamiento del sello Navaja Producciones.
En marzo de 1996 aparece la edición en CD del disco Cero. La banda empieza a tener buenos comentarios por parte de la crítica especializada y es así, deciden realizar presentaciones dentro y fuera de la capital.
En 1997 dan sus primeros conciertos acústicos. El segundo disco, Dolores Delirio más conocido por sus fanes como Bajo un envenenado cielo plateado por la portada del álbum, se graba íntegramente en vivo con cambios hechos después en el estudio y sale a la venta a fines de ese año con el sello Barbarosa Music de Miami. En este disco participó el guitarrista Luciano Agüero, dándole a la banda un sonido más potente. Este guitarrista formó parte de la banda desde finales de 1996 hasta finales del año 1999.
A mediados de 1998 la banda sufre la pérdida de Jeffrey Parra a raíz de un accidente automovilístico, lo que causa gran conmoción y genera sentidas expresiones de solidaridad. Luego de un breve receso, deciden retomar los proyectos que tenían con Jeffrey y reciben respaldo masivo por parte del público y la prensa. Asimismo, el lanzamiento de Dolores Delirio en el mercado internacional genera buena aceptación y gran interés por la banda.
En mayo de 1999 lanzan Uña Y Carne, bajo el sello discográfico Iempsa. Este disco es una recopilación de lo mejor de sus dos primeros álbumes que también incluye remezclas y versiones inéditas. La mayoría de sus temas empiezan a rotar en radios de todo el país. Son invitados a participar en el tributo de bandas hispanoamericanas a The Cure, donde Robert Smith fue quien hizo la selección final de las bandas. En agosto de ese año, este disco tributo es lanzado a nivel internacional por el sello WEA con el título Por Qué No Puedo Ser Tú. El tema "M" es interpretado por la banda. Durante ese año, presentan un nuevo ciclo de conciertos "Desenchufados" y estrenan el videoclip del tema "Aprendizaje" bajo la dirección de Percy Céspedez.
En el 2000 firman con la disquera Sony Music para la grabación del disco Raíz, haciendo las grabaciones en El Techo Audio Digital junto a los productores chilenos Gabriel Vigliensoni y Oscar López, quienes trabajaron con grupos como La Ley, Lucybell, Tiro de Gracia entre otros. La mezcla se realiza en Kokopelli Sound Studio, Miami. El 25 de noviembre de ese mismo año realizan un concierto electroacústico organizado por el programa radial Zona 103, dicho evento se llevó a cabo en el desaparecido auditorio de Radio Nacional del Perú siendo lanzado en 2004 a través de la producción discográfica Algo más que Cero.
En el 2001 la banda continúa con sus presentaciones en vivo en diferentes puntos de la capital, además de proseguir con sus giras a provincias donde siempre ha sido bien recibida, contando además con la presencia de los guitarristas Roberto Sosa y Juan Carlos Anchante. Además a finales de año, la banda reedita su primera producción, Cero.
El 2002, tras una serie de postergaciones a la salida de su quinto disco, los miembros fundadores de la banda: Ricardo Brenneisen y José Inoñán (Josué Vásquez se había retirado de la misma a finales del 2001) deciden poner fin a Dolores Delirio tras cumplir su octavo aniversario dejando un legado de cuatro formidables discos, una carrera intachable, un público entregado y la convicción de que Dolores Delirio fue la banda "que nunca tuvo el Perú en su género".
En 2003 realiza su gira de despedida El Último viaje haciendo giras en las ciudades más importantes del Perú Contando con tres guitarristas que formaron parte de la banda: Roberto Sosa, Juan Carlos Anchante y Luciano Agüero (este último participó en la grabación del disco en vivo).
En octubre de 2005 anuncian su regreso.
A mediados del 2006 incorporan nuevamente a Juan Carlos Anchante, uno de sus anteriores músicos invitados, pero esta vez como miembro permanente. Tocan frecuentemente en Lima y el interior del país, pero sin ningún material nuevo como consecuencia de la pérdida de afinidad creativa entre la sección instrumental del grupo y su primer vocalista, quien deja la banda ese mismo año.
En 2007 la banda presenta a su nuevo vocalista Luis Sanguinetti. ese mismo año presentan el EP titulado Histeria.
En marzo de 2008 presentan el disco Plástico divino, cuyo contenido estuvo disponible en la página web Terra.
En 2009 participan del XI Festival 'Rock en el Parque' en Perú. y celebraron sus 15 años de formación.
Tras una historia de cambios y separaciones, en enero del 2010 Ricardo Brenneisen regresa a Dolores Delirio. En 2011 se suma a la formación Joe Silva Quiroz (guitarra) y a inicios del 2012, Arturo Ríos (batería).  Con esta nueva composición ha participado de eventos de gran magnitud como "Acustirock: Leyendas del Rock Peruano", en sus versiones I, II, III y IV. En estos festivales compartieron escena con otros artistas como Río, Mar de copas, Daniel F, Miki González, Gerardo Manuel.;
En el 2013 realizaron la gira FUSIONADOS junto a Claudio Valenzuela, voz de la agrupación chilena Lucybell, con quien realizaron conciertos en Lima, La Oroya y Huancayo.
En el 2014, Ricardo y Pepe aceptan participar en el programa de concurso La banda.  acompañados de músicos invitados en la batería y guitarra. 
Durante el 2015, el bajista original de la banda, asume un proyecto personal que lo lleva a radicar en Colombia, sin dejar de lado el compromiso con la banda, retorna a Lima para la 6.ª edición del Concierto Vivo por el Rock.
El 2016 marca un nuevo comienzo en la banda tras dos años de consolidación entre los miembros fundadores Ricardo Breneisen y José (Pepe) Inoñán,  después de exitosas participaciones en festivales como Vivo por el Rock, Viva Perú en sus ediciones Cusco y Arequipa y el programa Jammin. Es así que se define su nuevo line up con el guitarrista Janio Cuadros y el baterista Roberto Sosa Jr (hijo del exguitarrista Roberto Sosa). La presentación de Ciudad Rock 2 marca ese hito en la banda.
En 2023 se realizó su gira de despedida a nivel nacional.

## Discografía
- Cero (Álbum de estudio - 1995)
- Dolores Delirio / Bajo un envenenado cielo plateado (Álbum de estudio - 1997)
- Uña y carne (Álbum compilatorio - 1999)
- Raíz (Álbum de estudio - 2000)
- Histeria (EP - 2007)
- Plástico divino (Álbum de estudio - 2008)
- (En) Auditorio (DVD - 2010)
- 20 años del disco cero (DVD - 2016)
- El camino (EP - 2018)
- Nuclear (Álbum de estudio - 2020)